# سیارک ۲۴۰۶۹
سیارک ۲۴۰۶۹ (به انگلیسی: 24069 Barbarapener، نامگذاری:1999TY172) بیست و چهار هزار و شصت و نهمین سیارک کشف شده‌است که در ۱۰ اکتبر ۱۹۹۹ کشف شد.
قدر مطلق سیارک برابر ۹.۸ است.